# Bouscotte
Bouscotte est un téléroman québécois en 121 épisodes de 45 minutes créé par Victor-Lévy Beaulieu et diffusé entre le 14 janvier 1997 et le 10 avril 2001 à la Télévision de Radio-Canada.

## Synopsis
La vie de deux familles ennemies du Bas-Saint-Laurent, les Beauchemin et les Bérubé, qui voit leur fragile paix bouleversée lorsque Léonie Bérubé épouse Charles Beauchemin. Personne ne se doutait cependant que cette dernière élaborait un plan qui allait détruire à jamais la famille Beauchemin.

## Fiche technique
- Scénariste : Victor-Lévy Beaulieu
- Réalisation : Monique Brossard, François Côté, Laurent Craig, Jean Herquel et Yves Mathieu
- Société de production : Société Radio-Canada

## Distribution
- Julien Bernier-Pelletier : Bouscotte Beauchemin
- Yves Soutière : Charles Beauchemin
- Gilbert Sicotte : Antoine Beauchemin
- Louise Laprade : Léonie Beauchemin
- Sylvie Tremblay : Obéline "Béline" Bérubé
- Luc Proulx : Borromée Bérubé (1997-1999)
- Nancy Gauthier : Eugénie Beauchemin
- Jean-François Beaupré : Benjamin Bérubé
- Martin Fréchette : Samuel Bérubé
- Christine Bellier : Victorienne Beauchemin
- Michel Bérubé : Philippe Beauchemin
- Marie Lefebvre  : Léonie Bérubé
- Gaston Lepage : Marie-Victor Leblond
- Jean-Louis Millette : Manu Morency (1997-1999)
- Guy Nadon : Manu Morency (2000-2001)
- Lawrence Arcouette : Marcellin
- Fidelle Boissonneault : Mandoline Thériault
- Chantal Collin : Sammèque Tamasse
- Robert-Pierre Côté : Chef Tobine
- Ellen David : Judith Cohen
- Martin Dion : Tibère Thériault
- Paul Doucet : Gervais Morneau
- Sylvie Drapeau : Mélina Morency
- Louis-Georges Girard : Rosaire Lévesque
- Jean Lapointe : Magloire Saint-Jean
- Jean-Marie Lapointe : Dief Bégin
- Viola Léger : Gabrielle Lévesque
- Pierre Mailloux : Le Kouaque
- Xavier Morin-Lefort : Xavier
- Danny Gagné : David
- Shanda Pall : Marjolaine Tremblay
- Aube Richard : Tinesse à Clophas
- Guy Thauvette : Thomas Tamasse
- Jean Turcotte : Damase Corbeau
- Sonia Vigneault : Fanny Desjardins
- Gisèle Trépanier : Virginie Rioux
- Roland Lepage : Mgr Parent
- Marc Legault : Dr Belzile
- Richard Thériault : Notaire
- Alain Boucher : Gaillard
- Karl Poirier-Peterson : Agent Gaudreau
- Clément Sasseville : Paysan
- Marc Grégoire : Chanoine Ouellet
- Myriam LeBlanc : Infirmière
- Brigitte Lafleur : Catherine
- Pierre-François Legendre : Quincailler
- Pierre Chagnon : Professeur Bernerd
- Amélie B. Simard : Julie
- Gabryelle Corbin-Milette : Bébé Antoine Leblond (2001)